# Carpacoce gigantea
Carpacoce gigantea är en måreväxtart som beskrevs av Christian Puff. Carpacoce gigantea ingår i släktet Carpacoce och familjen måreväxter. Inga underarter finns listade i Catalogue of Life.